# چیدلو (چشر)
چیدلو (به انگلیسی: Chidlow) یک روستا و محله مدنی در بریتانیا است که در چشر غربی و چستر واقع شده‌است. چیدلو ۸ نفر جمعیت دارد.